# Belonion
Belonion – rodzaj ryb z rodziny belonowatych (Belonidae).

## Klasyfikacja
Gatunki zaliczane do tego rodzaju:
- Belonion apodion
- Belonion dibranchodon